# 2765 Dinant
A 2765 Dinant (ideiglenes jelöléssel 1981 EY) a Naprendszer kisbolygóövében található aszteroida. Henri Debehogne, G. DeSanctis fedezte fel 1981. március 4-én.